# Gyelje Phdrang Ke
Gyelje Phdrang Ke (Chinees: Gyaijê Pozhang Gê) is een plaats in de provincie Qinghai in China. Het is de hoofdstad van het arrondissement Dritö in de Tibetaanse autonome prefectuur Yushu.